# Daisuke
「Daisuke」（ダイスケ）は、2004年にリリースされた日本のDJユニット・横田商会（名義は「Y&Co.」）の楽曲である。

## 概要
2004年2月18日に稼働したコナミ（現・コナミアミューズメント）の音楽ゲーム『beatmania IIDX 10th style』にプレイアブル楽曲として収録された。ボーカルは「KAHORI from 1 LOVE」が務める。
アップテンポのユーロビートであり、歌詞は全て英語となっている。その曲調とサビにある「ダイスケ」のフレーズ、そしてミュージックビデオのダンスが話題となり、多くの音MAD動画が制作された。
ミュージックビデオに登場し、ダンスをしているのはダンサーのDai.である。この曲は彼のために作られた訳ではなく、スタッフであるVJ GYOからの紹介を受けて、ミュージックビデオへの出演を引き受けた。
話題となった「ダイスケ」のフレーズは元々「大好き」になる予定だったが、田村哲也がレコーディング中にゴロの良さと「普通の曲にしたくない」という思いから「ダイスケ」に変更した。
2004年3月19日発売のサウンドトラックCD『beatmania IIDX 10th style Original Soundtrack』に楽曲収録された。
2012年2月29日発売のアルバム『BEST HIT YCO』にて、「Daisuke feat. KAHORI from 1 LOVE」としてロングバージョンが収録。
その後、KONAMIのBEMANIシリーズの複数機種に収録されており、2013年4月24日より『DanceEvolution ARCADE』、2015年10月29日よりスマートデバイス版『jubeat plus』、2016年10月6日よりアーケード版『jubeat Qubell』、2016年10月12日より『BeatStream アニムトライヴ』、2022年12月23日より『DANCE aROUND』にもプレイアブル楽曲として収録された。
2017年3月18日に新木場STUDIO COASTで開催された「EDP×beatnation summit 2017 -beatnation 10th Anniversary-」では、Y&Co.の出演するステージでDai.が登場し、ダンスを披露した。
2024年10月23日に日清食品のカップヌードル「濃厚ミルクシーフー道ヌードル」のコマーシャル（CM）で、本作のPVを採用した動画がX(Twitter)およびYouTubeにて公開された。なお、このCMには過去に水素水商品の実演販売で話題になったタイガー尾藤と鳥羽美音子本人も出演している。